# Novo Triunfo
Novo Triunfo é um município brasileiro no interior e nordeste do estado da Bahia. Foi fundado em 1989. Sua população, segundo estimativa de 2024 do IBGE, era de 11 197 habitantes. Localiza-se a 360 km da capital, Salvador.

## História
O território de Novo Triunfo originalmente era habitado pelos indígenas cariacás, um ramo dos tupinambás, os quais foram escravizados pela Casa da Torre quando esta colonizou a região por meio da pecuária, no século XVII.
O povoado de Guloso (atual cidade de Novo Triunfo) surgiu nas primeiras décadas do século XX, tendo sido fundado por Antônio de Souza Guerra. Posteriormente, esse povoado teria seu nome alterado para Triunfo.
A Lei Estadual n.º 4.846, de 24 de fevereiro de 1989, elevou o povoado de Triunfo à categoria de distrito e município, com o nome de Novo Triunfo, sendo desmembrado de Antas e instalado em 1° de janeiro de 1990.

## Economia
A economia do município de Novo Triunfo baseia-se na agricultura, pecuária, comércio e serviços, sendo este último representado principalmente pela Prefeitura Municipal, a principal geradora de empregos do município.